# Puchar Świata w skokach narciarskich w Iron Mountain
Puchar Świata w skokach narciarskich w Iron Mountain odbywał się dwukrotnie - w sezonie 1995/96 i 1999/00. 1. zawody odwołano z powodu złych warunków i przełożono je na dzień następny. Konkursy w Ameryce wygrwyali po kolei: Jens Weißflog, Masahiko Harada i 2 razy Martin Schmitt. Adam Małysz też osiągał tu dobre rezultaty: raz był 2. (jednocześnie tutaj po raz pierwszy w swojej karierze stanął na podium konkursu PŚ), raz 4., a jeszcze innym razem zajął 9. miejsce. Po sezonie 1999/2000 nie planowano już tu rozgrywać PŚ.

## Podia poszczególnych konkursów PŚ w Iron Mountain
| Lp | Data           | Skocznia      | K    | Uwagi   | 1. miejsce      | 2. miejsce         | 3. miejsce         |
| -- | -------------- | ------------- | ---- | ------- | --------------- | ------------------ | ------------------ |
| 1. | 17 lutego 1996 | Pine Mountain | K120 | -       | odwołany        | odwołany           | odwołany           |
| 2. | 18 lutego 1996 | Pine Mountain | K120 | poranny | Jens Weißflog   | Andreas Widhölzl   | Ari-Pekka Nikkola  |
| 3. | 18 lutego 1996 | Pine Mountain | K120 | -       | Masahiko Harada | Adam Małysz        | Kimmo Savolainen   |
| 4. | 26 lutego 2000 | Pine Mountain | K120 | -       | Martin Schmitt  | Tommy Ingebrigtsen | Stefan Horngacher  |
| 5. | 27 lutego 2000 | Pine Mountain | K120 | -       | Martin Schmitt  | Andreas Widhölzl   | Andreas Goldberger |